# Motion Picture & Television Country House and Hospital
Het Motion Picture & Television Country House and Hospital is een woonzorgcampus en hospitaal voor bejaarde en/of zieke film- en televisiesterren in Hollywood.

## Geschiedenis
In 1940 kocht de toenmalige directeur van de Motion Picture & Television Fund, Jean Hersholt, een groot stuk grond in Woodland Hills (Los Angeles). In 1942 opende hier het Country House en in 1948 het Country Hospital. Tijdens de coronapandemie in 2020 woonden er ongeveer 250 personen in het complex.

## Bekende gasten
| - Bud Abbott - Mary Alden - Jack Arnold - Mary Astor - Betty Blythe - Virginia Bruce - Bruce Cabot - Mary Carlisle - Mae Clarke - Donald Crisp - Robert Cummings - Viola Dana - Jane Darwell - Yvonne De Carlo - Billie Dove - Stephen Elliott - Annette Funicello - Zsa Zsa Gabor - Allen Garfield - Harold Gould - Virginia Grey - Edmund Gwenn - Richard Jaeckel - Glynis Johns - James Kirkwood | - Stanley Kramer - Elsa Lanchester - Laura La Plante - Monica Lewis - Katherine MacGregor - Joel McCrea - Hattie McDaniel - Donald O'Connor - Susan Oliver - Virginia Pearson - Robert Quarry - Jobyna Ralston - Anne Ramsey - Helen Reddy - Ann Savage - Connie Sawyer - Richard Schaal - Vito Scotti - Norma Shearer - Gale Sondergaard - Audrey Totter - Johnny Weissmuller - Estelle Winwood - Alan Young - Clara Kimball Young |